# (9973) Szpilman
(9973) Szpilman est un astéroïde de la ceinture principale.

## Description
(9973) Szpilman est un astéroïde de la ceinture principale. Il fut découvert le 12 juillet 1993 à La Silla par Eric Walter Elst. Il présente une orbite caractérisée par un demi-grand axe de 2,53 UA, une excentricité de 0,17 et une inclinaison de 1,5° par rapport à l'écliptique.

## Compléments